# Mytilinidion mytilinellum
Mytilinidion mytilinellum är en svampart som först beskrevs av Elias Fries, och fick sitt nu gällande namn av H. Zogg 1962. Mytilinidion mytilinellum ingår i släktet Mytilinidion och familjen Mytilinidiaceae.  Arten är reproducerande i Sverige. Inga underarter finns listade i Catalogue of Life.